# Paul Cunningham

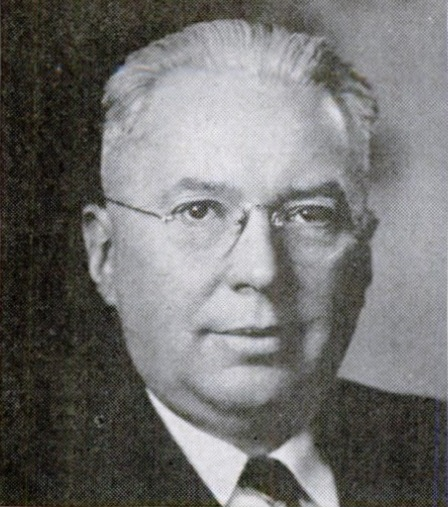
Paul Cunningham, 1953

Paul Harvey Cunningham (* 15. Juni 1890 bei Kent, Indiana County, Pennsylvania; † 16. Juli 1961 in Brainerd, Minnesota) war ein US-amerikanischer Politiker. Zwischen 1941 und 1959 vertrat er den Bundesstaat Iowa im US-Repräsentantenhaus.

## Werdegang
Paul Cunningham besuchte die öffentlichen Schulen seiner Heimat und danach bis 1911 das State Teacher’s College in Indiana (Pennsylvania). Bis 1914 studierte er dann an der University of Michigan in Ann Arbor Literatur. Nach einem anschließenden Jurastudium an der gleichen Universität und seiner im Jahr 1915 erfolgten Zulassung als Rechtsanwalt begann er in Grand Rapids (Michigan) in seinem neuen Beruf zu praktizieren. Während des Ersten Weltkrieges war er zwischen 1917 und 1919 Oberleutnant einer Infanterieeinheit. Im Jahr 1919 zog er nach Des Moines in Iowa, wo er als Anwalt arbeitete. Zwischen 1920 und 1923 war er auch Mitglied der Nationalgarde von Iowa.
Politisch war Cunningham Mitglied der Republikanischen Partei. Zwischen 1933 und 1937 saß er als Abgeordneter im Repräsentantenhaus von Iowa. 1940 wurde er im sechsten Wahlbezirk von Iowa in das US-Repräsentantenhaus in Washington, D.C. gewählt, wo er am  3. Januar 1941 die Nachfolge von Robert K. Goodwin antrat. Im Jahr 1942 kandidierte er erfolgreich im fünften Distrikt. Am 3. Januar 1943 löste er Karl M. Le Compte ab, der diesen bis dahin im Repräsentantenhaus vertreten hatte. Nachdem er bei den folgenden Wahlen jeweils bestätigt wurde, konnte er bis zum 3. Januar 1959 im Kongress verbleiben. In diese Zeit fielen der Zweite Weltkrieg, der Koreakrieg sowie der Beginn des Kalten Krieges und der Bürgerrechtsbewegung. Im Jahr 1951 wurde der 22. Verfassungszusatz beraten und verabschiedet.
Bei den Wahlen des Jahres 1958 unterlag Cunningham dem Demokraten Neal Edward Smith. Danach arbeitete er wieder als Anwalt. Er starb im Juli 1961 auf seinem Sommersitz in Minnesota und wurde in Des Moines beigesetzt.